# Pseudagrion glaucescens
Pseudagrion glaucescens é uma espécie de libelinha da família Coenagrionidae.
Pode ser encontrada nos seguintes países: Angola, Benim, Botswana, Burkina Faso, Camarões, Chade, Costa do Marfim, Gâmbia, Gana, Guiné, Quénia, Libéria, Malawi, Moçambique, Namíbia, Nigéria, Senegal, Serra Leoa, Tanzânia, Togo, Uganda, Zâmbia, Zimbabwe e possivelmente no Burundi.
Os seus habitats naturais são: savanas áridas, savanas húmidas, matagal árido tropical ou subtropical, matagal húmido tropical ou subtropical e rios.